# Lycosa artigasi
Lycosa artigasi är en spindelart som beskrevs av Casanueva 1980. Lycosa artigasi ingår i släktet Lycosa och familjen vargspindlar. Inga underarter finns listade i Catalogue of Life.